# هيلمر ميكلسن
هيلمر ميكلسن هو مدير مدرسة وسياسي نرويجي، ولد في 26 سبتمبر 1930 في Børselv ‏ في النرويج، وتوفي بنفس المكان في 19 يونيو 1989. نشط حزبياً في حزب العمال. وقد انتخب county mayor of Finnmark ‏ (1984 – 1987).